# En lycklig dag
En lycklig dag (engelska: Perfect Day) är en amerikansk komedifilm med Helan och Halvan från 1929 regisserad av James Parrott.

## Handling
Det är Söndag och Helan och Halvan med fruar och farbror Edgar med brutet ben ska åka ut på en utflykt. Alla utom Edgar ser fram emot detta. Men när de väl ska åka är det något fel med bilen.

## Om filmen
Filmens slutscen är baserad på ungefär samma slutscen i duons tidigare kortfilm Lev livet leende från 1928.
Filmen har ibland presenterats som A Perfect Day.

## Rollista
- Stan Laurel – Stan (Halvan)
- Oliver Hardy – Ollie (Helan)
- Edgar Kennedy – farbror Edgar
- Isabelle Keith – mrs. Laurel
- Kay Deslys – mrs. Hardy
- Clara Guiol – granne
- Baldwin Cooke – granne
- Lyle Tayo – granne
- Harry Bernard – granne
- Charley Rogers – prästen[1]